# های‌ویمن
د های ویمن (به انگلیسی: The Highwomen، به معنای زنان والا) یک گروه موسیقی کانتری متشکل از برندی کارلی، ناتالی همبی، مارن موریس و آماندا شیرز است که در سال ۲۰۱۹ تشکیل شد. نخستین آلبوم این گروه با نام د های ویمن در تاریخ ۶ سپتامبر ۲۰۱۹ توسط الکترا رکوردز منتشر شد؛ تهیه‌کنندهٔ این آلبوم دیو کاب بود.

## تاریخچه
در سال ۲۰۱۶، هنگامی که شایرز داشت ضبط آلبومش به نام «قطعه زمین من» را در استودیوی دیو کاب به پایان می‌رساند، ایدهٔ ایجاد یک گروه فوق‌العاده از خوانندگان زن سبک کانتری به ذهنش رسید؛ هدف او از ایجاد چنین گروهی ادای احترام به گروه افسانه‌ای د های وی من (متشکل از جانی کش، وایلون جنینگز، کریس کریستوفرسون و ویلی نلسون) بود. همزمان، عدم حضور هنرمندان زن در رادیوهایی که موسیقی کانتری پخش می‌کنند و در جشنواره‌های موسیقی کشور توسط بسیاری مورد توجه قرار گرفته بود، که این خود متأثر جنبش «من هم» و فعالیت روزنامه‌نگارانی مانند ماریسا ماس بود. شایرز زمانی که برای تور مشغول سفر بود و در ماشین به رادیوهای کانتری گوش می‌داد فهرستی از هنرمندانی که آثارشان پخش می‌شد را تهیه کرد و متوجه شد که تعداد کمی از آن‌ها از زنان هستند. هنگامی که وی با رادیوها تماس تلفنی گرفت و درخواست کرد که بیشتر از زنان هنرمند آهنگ پخش کنند، آن‌ها او را به یک سامانه قرعه‌کشی در صفحه فیس‌بوک رادیو هدایت می‌کردند. در همین زمان بود که کابز به شایرز توصیه کرد که با کارلایل (که پیش از آن با شایرز آشنایی نداشت) تماس بگیرد. کارلایل از این ایده استقبال کرد و احساس کرد که یک پروژهٔ خلاق جالب خواهد بود.
ییش از آنکه تشکیل گروه به‌طور رسمی در تاریخ ۶ آوریل ۲۰۱۹ اعلام شود، کارلایل، موریس و شایرز به دفعات به آن اشاره کرده بودند. از آنجا که نام گروه ادعای احترامی به گروه د هایوی من بود، انتظار می‌رفت که این گروه نیز از چهار نفر تشکیل شده باشد. ابتدا گروه تصمیم داشت که جای نفر چهارم را خالی نگه دارد تا بتواند با گروه بزرگی از خوانندگان زن همکاری کند؛ شلی رایت، کورتنی ماری اندروز، مارگو پرایس، جنل مونی و شریل کرو از جمله خوانندگان مهمانی بودند که در نظر گرفته شده بودند. اعضای گروه که این پروژه را به شوخی یک «کشتی دزدان دریایی» خطاب کرده‌اند می‌گفتند که از آن‌ها این پروژه بنا بود فضایی برای مربیگری و حمایت از خوانندگان زیر دیگر فراهم کند.
مارن قبلاً با کاب کار نکرده بود؛ او به گروه اظهار داشت که چقدر به ضبط زنده علاقه دارد. درنتیجه گروه شروع به ضبط آثاری کرد که در آن آوازهای زنده اجرا شده بودند، گروه موسیقی اجرای زنده کرده بود، و خوانندگان با هم به صورت هماهنگ هم‌خوانی می‌کردند. ضبط آثار در استودیویی در نشویل به نام استودیو آرسی‌ای انجام شد که بعداً کاب مالک آن شد. به عنوان بخشی از تجربهٔ این همکاری، برخی از اعضای گروه خالکوبی‌های همسانی نیز انجام دادند.
اولین اجرای زندهٔ گروه در ۱ آوریل ۲۰۱۹ و در مراسم تولد ۸۷ سالگی لورتا لین در نشویل انجام گرفت. در آنجا بود که ناتالی همبی رسماً به عنوان عضو نهایی گروه اعلام شد و این چهار نفر با هم قطعه‌ای از کیتی ولز به نام «این خدا نبود که فرشتگان هانکی تانک را آفرید» را اجرا کردند. اولین تک‌آهنگ گروه «بازطراحی زنان» نام داشت و در نماهنگ آن هنرمندان زن معروفی همچون تانیا تاکر، کام ، لورن آلاینا، کاسدی پوپ و وینونا جود حضور داشتن. این هماهنگ در ۱۹ ژوئیهٔ ۲۰۱۹ منتشر شد و نخستین آلبوم گروه (که آن نیز د های ویمن نام دارد) نیز از همان روز برای پیش‌خرید عرضه شد و نهایتاً در ۶ سپتامبر ۲۰۱۹ منتشر شد. دومین تک‌آهنگی گروه «میز شلوغ» نام داشت که در ۲۶ ژوئیهٔ ۲۰۱۹ منتشر شد.
بازخوانی گروه از قطعهٔ «زنجیر» ساختهٔ فلیتوود مک به عنوان بخشی از موسیقی متن فیلم آشپزخانه استفاده شده بود در پیش‌پردهٔ رسمی فیلم به کار گرفته شد و در ۲ اوت ۲۰۱۹ منتشر شد.

## آثار

### آلبوم‌های استودیویی
| عنوان      | توضیحات                                        | بهترین رتبه در جدول فروش | بهترین رتبه در جدول فروش | بهترین رتبه در جدول فروش | بهترین رتبه در جدول فروش | بهترین رتبه در جدول فروش | فروش          |
| عنوان      | توضیحات                                        | آمریکا                   | آمریکا (کانتری)          | استرالیا                 | کانادا                   | بریتانیا                 | فروش          |
| ---------- | ---------------------------------------------- | ------------------------ | ------------------------ | ------------------------ | ------------------------ | ------------------------ | ------------- |
| د های ویمن | منتشر شده در ۶ سپتامبر ۲۰۱۹ توسط الکترا رکوردز | ۱۰                       | ۱                        | ۱۲                       | ۳۱                       | ۹۲                       | - ۵۱٬۵۰۰ نسخه |

### تک‌آهنگ‌ها
| سال  | عنوان         | بهترین رتبه در جدول | آلبوم      |
| سال  | عنوان         | ایالات متحده        | آلبوم      |
| ---- | ------------- | ------------------- | ---------- |
| ۲۰۱۹ | بازطراحی زنان | ۵۰                  | د های ویمن |
| ۲۰۱۹ | میز شلوغ      | -                   | د های ویمن |
| ۲۰۱۹ | د های ویمن    | -                   | د های ویمن |